# Convención territorial del Partido Demócrata de 2008 en las Islas Vírgenes de los Estados Unidos
Las Convención demócrata de las Islas Vírgenes de los Estados Unidos, 2008 fueron el 9 de febrero de 2008. La convención escogió 6 delegados para Barack Obama, con cada uno teniendo la mitad de los votos.

## Resultados
| Convención Democrática Territorial de las Islas Vírgenes de los Estados Unidos, 2008 100% de los precintos reportados | Convención Democrática Territorial de las Islas Vírgenes de los Estados Unidos, 2008 100% de los precintos reportados | Convención Democrática Territorial de las Islas Vírgenes de los Estados Unidos, 2008 100% de los precintos reportados | Convención Democrática Territorial de las Islas Vírgenes de los Estados Unidos, 2008 100% de los precintos reportados |
| Candidato | Votos | Porcentaje | Votos de delegados nacionales                                                                                         |
| --- | --- | --- | --- |
| Barack Obama | 1,820 | 90.1% | 3 |
| Hillary Clinton | 150 | 7.4% | 0 |
| Indecisos | 50 | 2.5% | 0 |
| Total | 2,020 | 100.00% | 3 |